# Comostola maculata
Comostola maculata là một loài bướm đêm trong họ Geometridae.